# NGC 1857
NGC 1857 is een open sterrenhoop in het sterrenbeeld Voerman. Het hemelobject werd op 18 oktober 1786 ontdekt door de Duits-Britse astronoom William Herschel.

## Synoniemen
- OCL 428